# 25024 Калебмакґров
25024 Калебмакґров (25024 Calebmcgraw) — астероїд головного поясу, відкритий 17 серпня 1998 року.
Тіссеранів параметр щодо Юпітера — 3,483.